# クリイロイグチ
クリイロイグチ (学名:Gyroporus castaneus) はイグチ目、ニセショウロ亜目、クリイロイグチ科、クリイロイグチ属に分類されるキノコの一種。

## 分類
フランスの菌類学者ピエール・ビュイヤール(Jean Baptiste François Pierre Bulliard:1742-1792)によって最初に記載された。古くはイグチ科に置かれ、後にはヒダハタケ科と所属すると考えられていたが、現在ではニセショウロ亜目のクリイロイグチ科に位置するとされている。
属名Gyroporusは「円形の管孔を持つ」、の意であり、種小名のcastaneusは「栗色の」を表すラテン語である。

## 形態
かさは直径3cm〜10cm程度で、半球形からほとんど平らに開き、粘性を欠き、初めは淡黄褐色〜淡橙褐色であるが、生長に伴って次第に暗褐色となる。肉はやや厚く、幼時は堅くしまっているが後にはいくぶん柔らかくなり、白色で変色性を欠き、味もにおいも温和である。
かさの裏面に形成される管孔は初めは白いが次第に淡いレモン色となり、傷つけても変色しないかもしくは僅かに褐変するにとどまり、孔口は小さくて丸く、管孔層はやや厚くて柄に離生あるいは隔生する。
柄は長さ3〜8cm、径5〜12mm程度、ほとんど上下同大、かさと同色またはやや淡色で、上方ほど色が淡く、ほぼ平滑で粘性を欠き、中空であるがしばしば竹の稈に似た節がある。
胞子紋は淡い黄色を呈する。胞子は卵形ないし広楕円形で薄壁〜やや厚壁、表面は平滑、内部にしばしば一個の油滴を含み、ヨウ素を含んだ試薬に反応を示さない。担子器は太いこん棒状をなし、四個の胞子を着ける。側シスチジアはなく、縁シスチジアは多数群生し、無色かつ薄壁、先端に丸みをおびた紡錘形〜こん棒状をなす。かさの表皮は密に絡み合った。菌糸からなり、その末端細胞は円頭状紡錘形〜円筒形で、しばしば外面に微細な褐色の色素粒を着けており、特にかさの中央部付近では互いに絡み合いつついくぶん立ち上がっている。担子器やシスチジアの基部、あるいは子実体を構成する菌糸の隔壁部にはかすがい連結が存在する。

## 生態
夏から秋に、ブナ科の広葉樹が多い林内の地上に孤生または点々と発生する。

## 分布
北半球温帯以北に分布するが、ヨーロッパではむしろまれな菌に属する。北米でも、西部ではまれであるという。日本では各地に産する。
クリイロイグチはモスクワ市やロシア連邦のレッドデータブックに掲載されており、その他ノルウェーやモンテネグロなどのいくつかの国でもレッドリスト入りをはたしている。

## 類似種
ビロードクリイロイグチ（Gyroporus punctatus Lar.N.Vassiljeva）は、しばしばクリイロイグチと混同されているが、子実体が小形であること・かさの表皮構造が異なる（かさのほとんど全体に渡って、菌糸が立ち上がった柵状構造をなす）こと・子実体を構成する菌糸にかすがい連結が少ないことなどの点で区別されている。また、クリイロイグチモドキ（G. longicystidiatus Nagasawa & Hongo）は子実体がより大きく、かさや柄がより赤みの強い肉桂褐色を呈する点や、非常に長大な縁シスチジア（長さ50μm以上に達する）を備える点などにおいて異なっている。

## 食．毒性
食用になり、比較的高級なきのことして位置づけられている。幼菌はナッツのような風味があって非常においしいという。しかしながら、フランスの菌学者ボン Marcel Bonは有毒である疑いあり、と述べている。また、ポルトガルの沿岸には、毒性の強い菌株もあるとの報告もある。